# بازی تاج‌وتخت (بازی ویدئویی ۲۰۱۴)
بازی تاج‌وتخت (انگلیسی: Game of Thrones) یک بازی ویدئویی چند قسمتی در سبک ماجراجویی گرافیکی است که توسط تل‌تیل گیمز بر اساس رمان خیال‌پردازی حماسی ترانه یخ و آتش به قلم جرج آر. آر. مارتین توسعه یافته و برای اولین بار در دسامبر ۲۰۱۴ از طریق توزیع دیجیتال برای پلت‌فرم‌های مایکروسافت ویندوز، اواس ده، آی‌اواس، اندروید، پلی‌استیشن ۳، پلی‌استیشن ۴، اکس‌باکس ۳۶۰ و اکس‌باکس وان در دسترس قرار گرفت.